# Condado de Presque Isle
O Condado de Presque Isle é um dos 88 condados do estado americano de Michigan. A sede do condado é Rogers City, e sua maior cidade é Rogers City.
O condado possui uma área de 6 663 km² (dos quais 4 954 km² estão cobertos por água), uma população de 14 411 habitantes, e uma densidade populacional de 6 hab/km² (segundo o censo nacional de 2000). O condado foi fundado em 1849.